# Parlamentul Austriei
Parlamentul Austriei, în original, Österreichisches Parlament, este organul legislativ federal al Republicii Austria.  Instituția este una bicamerală.
- Consiliul Național – Nationalrat
- Consiliul Federal – Bundesrat

## Structura Parlamentului
Consiliul național al Austriei este alcătuit din 183 de membri aleși proporțional într-o alegere generală, care are loc o dată la cinci ani sau mai devreme dacă Consiliul național decide să se autodizolve. Nationalrat este camera dominantă (sau "joasă") a Parlamentului Austriei; de aceea, de multe ori termenii de Parlament și Consiliu Național sunt adesea utilizați interschimbabil.
| Nationalrat – Consiliul Național - 183 de membri - aleși direct în alegerile generale - mandat pentru 5 ani | Bundesrat – Consiliul Federal - număr variabil, actualmente 62 de membri - aleși indirect prin intermwdiul dietelor statelor federale - componență temporală variabilă, mandatul delagațiilor variază de la stat la stat |
| Ansamblul federal (sesiunea reunită a celor două camere)                                                    | |

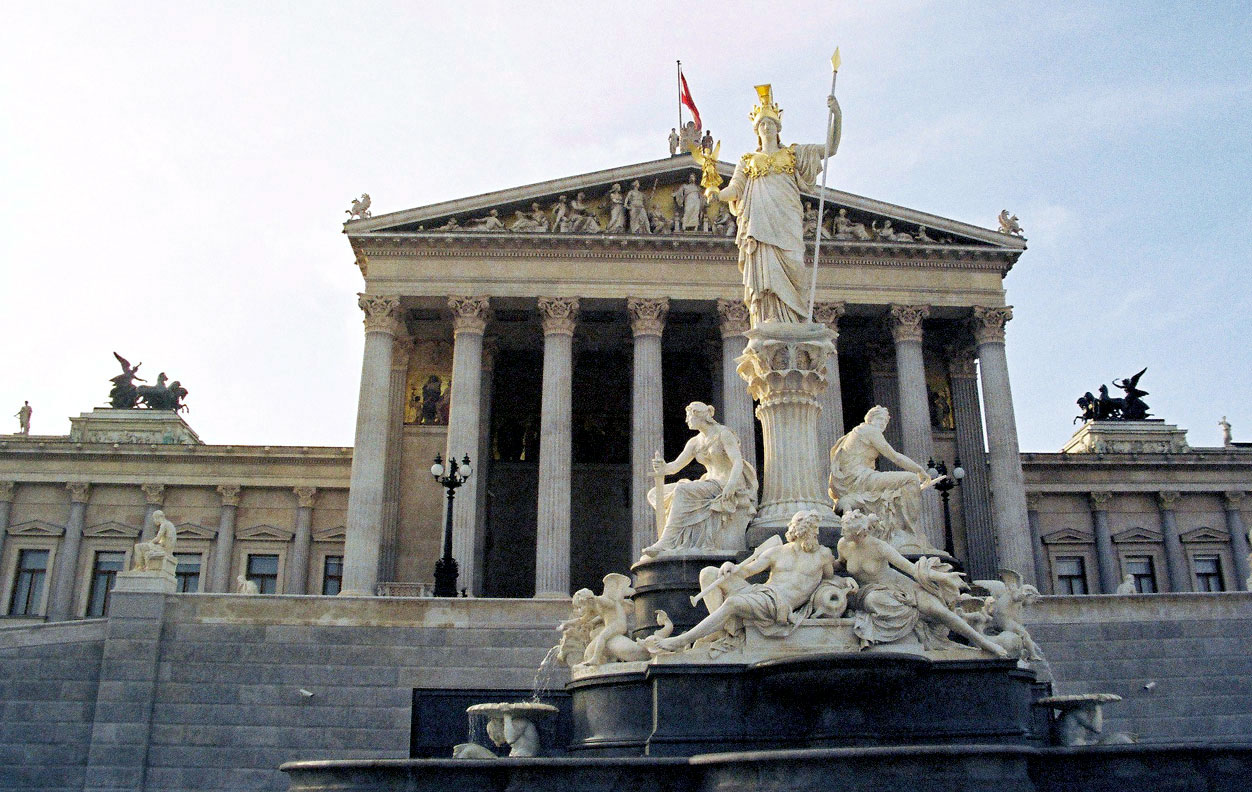
Clădirea Parlamentului Austriei din Viena.